# José de Elola y Gutiérrez
José de Elola y Gutiérrez, más conocido por su pseudónimo Coronel Ignotus (Alcalá de Henares, 9 de agosto de 1859-Madrid, 12 de julio de 1933), fue un militar, geógrafo, inventor, dramaturgo y escritor de ciencia ficción español.

## Biografía
Nacido el 9 de agosto de 1859 en Alcalá de Henares, fue militar de carrera, llegando a alcanzar el grado de coronel del Estado Mayor del Ejército. Fue el autor de las fortificaciones de la ciudad de San Juan de Puerto Rico poco antes de la guerra hispano-norteamericana de 1898, en la que combatió y en la que se originó su característica anglofobia. Enseñó geometría, topografía e historia militar en la Academia General Militar y en la Escuela Superior de Guerra. Inventó artilugios para su trabajo topográfico como una brújula-taquímetro, y publicó casi 50 títulos, algunos de ellos relacionados con su trabajo sobre planimetría, topografía e ingeniería, pero también de creación literaria. Al respecto, su tratado Levantamientos y reconocimientos topográficos (1908) sirvió como libro de texto a varias promociones de ingenieros de minas, montes y agricultura.
En el escalafón militar llegó a ser general de Estado Mayor. Era caballero de la orden de Nuestra Señora del Pilar.

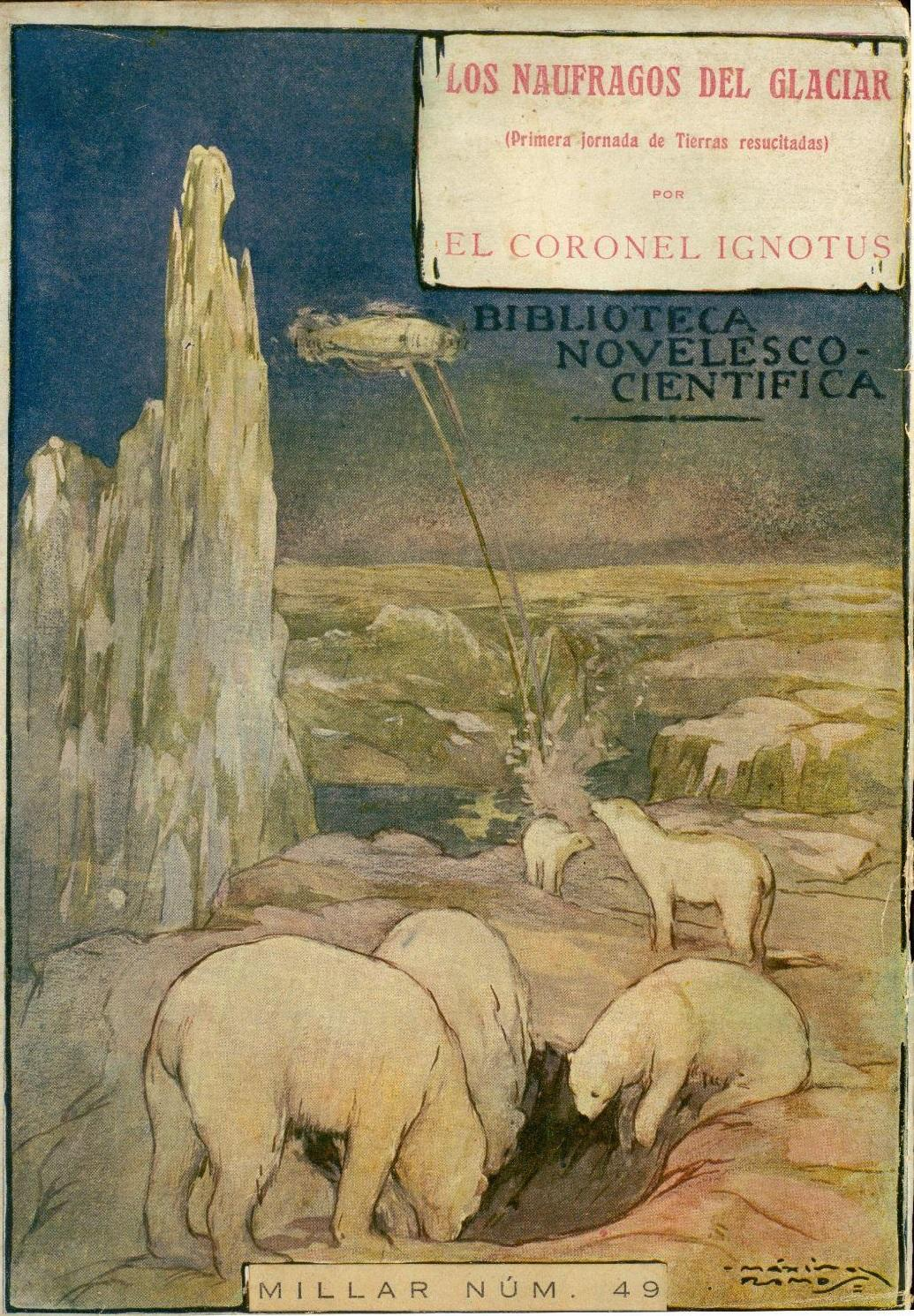
Los náufragos del glaciar de la Biblioteca Novelesco-Científica

Como dramaturgo escribió comedias (Remedio contra ceguera, La nietecilla) y dramas (El salvaje, Luz de Belleza). En el campo de la ciencia ficción escribió bajo el pseudónimo Coronel Ignotus 17 títulos para la colección "Biblioteca novelesco-científica" que allá por 1921 estableció la editorial madrileña Sanz Calleja, primera colección española dedicada exclusivamente a la ciencia ficción. Aunque ya había empezado a cultivar este género en 1914 con la "fantasía política" (hoy se denominaría política ficción) titulada El fin de la guerra, disparate profético soñado por mister Grey, firmando ya como Coronel Ignotus. Este ciclo, que prefigura ya el subgénero de la ópera espacial, le ocupó ocho años entre 1919 y 1927.
Caracteriza a estas obras, que el propio autor agrupó en trilogías salvo dos, su sentido de la aventura, un patente afán didáctico de divulgación científica y tecnológica, una cierta anglofobia y una prosa nada fácil, compleja, provista de notas con muchos tecnicismos y párrafos inacabables sin siquiera un punto y seguido. Su historia comienza en el siglo XXII, cuando un legado permite la fundación del "Instituto de Viajes Interplanetarios" que concede fondos a la ingeniera aragonesa María Josefa Bureba, Mari Pepa coloquialmente, para desarrollar una nave espacial capaz de ir hasta Venus. Se trata de una esfera de 600 metros a la que denomina "Orbimotor" y "autoplanetoide", provista de una tripulación internacional. La capitana Maripepa se enfrentará a la coronela Sara Sam Bull del imperio nordatlántico (Estados Unidos y el Reino Unido) que intenta arrebatarle el mando; desde ahí se suceden variadas aventuras que abarcan los 17 volúmenes de la colección. Se aprecia el influjo del folletín del siglo XIX. Falleció el 12 de julio de 1933 en Madrid.

Este «Coronel Ignotus» ha dado nombre a los premios Ignotus que otorga anualmente la Asociación Española de Fantasía, Ciencia Ficción y Terror, considerados el equivalente español a los premios Hugo estadounidenses.

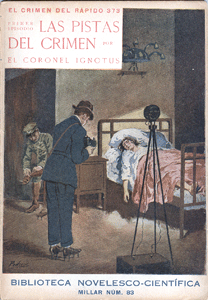
El crimen del rápido 373, Las pistas del crimen (1924), portada de Mariano Pedrero
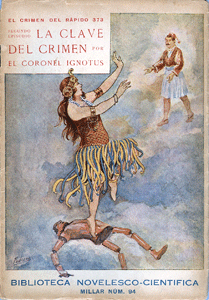
El crimen del rápido 373, La clave del crimen (1924), portada de Mariano Pedrero
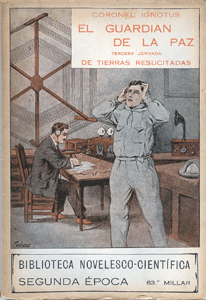
Tierras resucitadas, El guardián de la paz (1924), portada de Mariano Pedrero
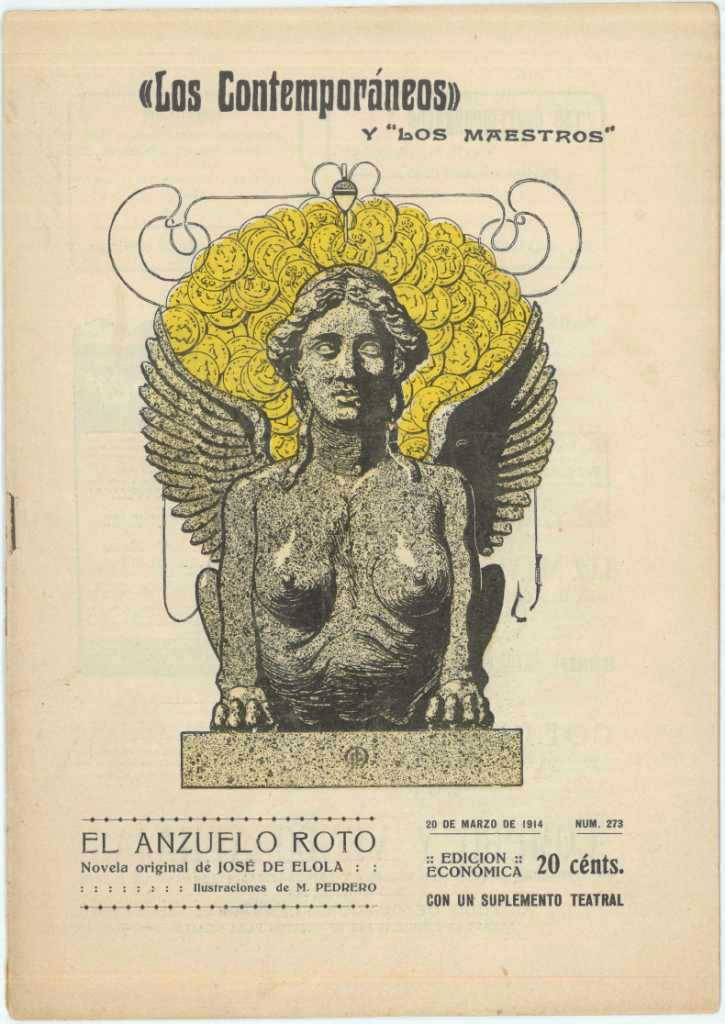
Los Contemporáneos, El anzuelo roto (1914), portada de Mariano Pedrero

## Obras

### Narrativa

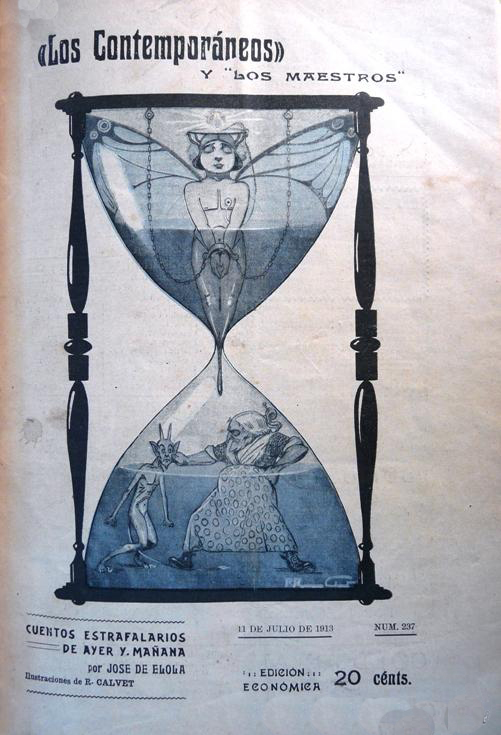
Cuentos estrafalarios de ayer y mañana (1913). Portada de Romero Calvet.

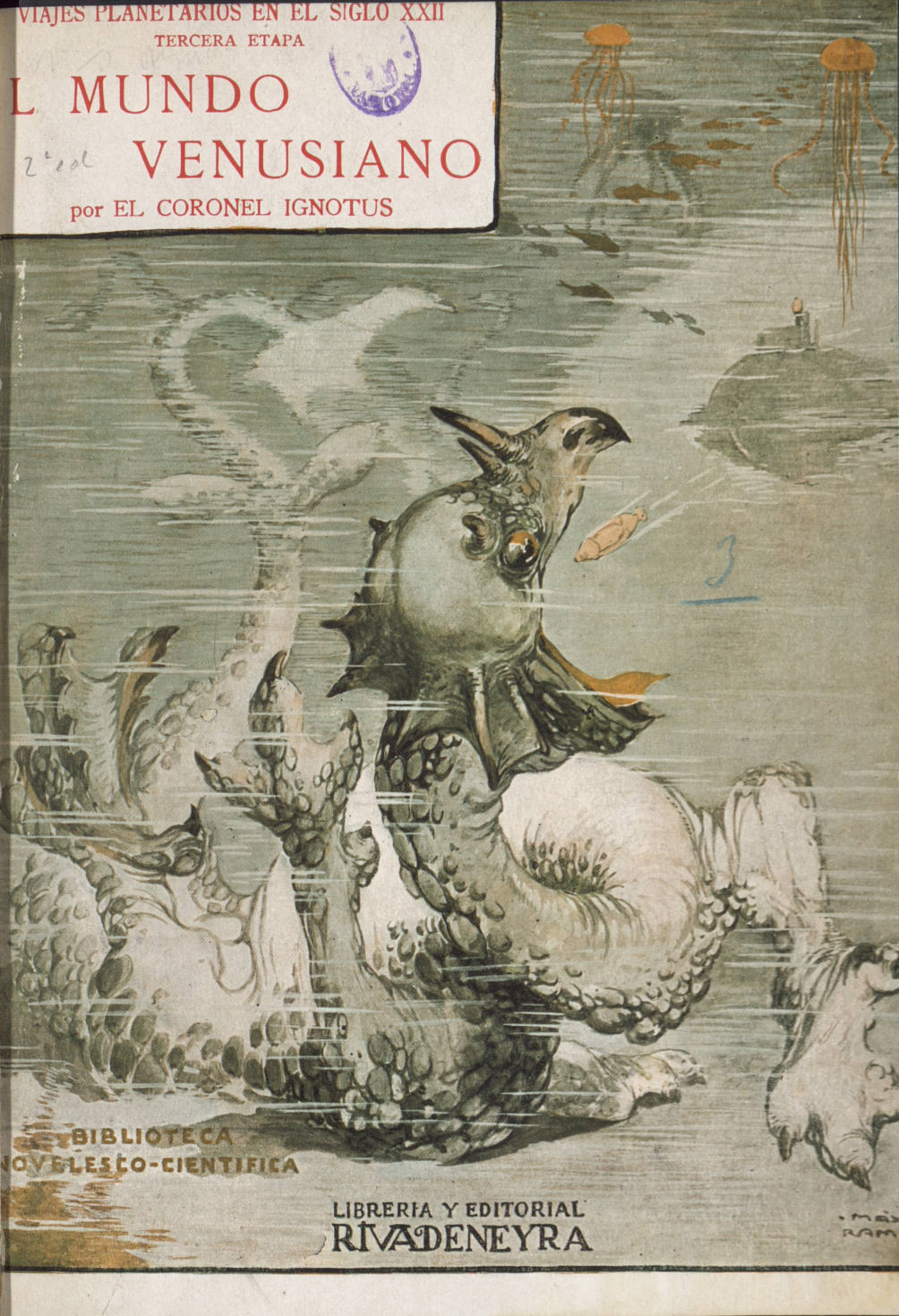
Viajes planetarios en el siglo XXII. Tercera etapa. El mundo venusiano (1921). Portada de Máximo Ramos.

- Eugenia: Novela original, Madrid, 1898.
- La prima Juana. Novela. Madrid, Librería de Fernando Fé, Librería de Victoriano Suárez, 1900.
- Bosquejos: novelas cortas, cuentos, leyendas é impresiones. Madrid: H. Sevilla, 1900.
- Corazones bravíos: cuentos. Madrid: Sucesores de Rivadeneyra, 1903.
- Cuentos estrafalarios de ayer y mañana. Madrid: Los Contemporáneos, 1913
- El anzuelo roto: La última escena de un drama. Madrid: Los Contemporáneos, 1914
- El fin de la guerra: disparate profético, soñado por Míster Grey. Madrid: Impr. de "Alrededor del mundo", 1915
- Biblioteca novelesco-científica. Madrid: Librería Rivadeneyra:
  - Viajes planetarios en el siglo XXII (Facsímil digital de la 3.º edición [3 v. s.a.] en Biblioteca Virtual del Patrimonio Bibliográfico y también en Biblioteca Digital Hispánica la edición de 1921 del tomo I, tomo II y tomo III).
    - I. De los Andes al cielo
    - II. Del océano a Venus
    - III. El mundo venusiano

  - La desterrada de la Tierra
    - IV. El mundo-luz
    - V. El mundo-sombra

  - VI. El amor en el siglo cien
  - La mayor conquista
    - VII. Los vengadores
    - VIII. Policía telegráfica
    - IX. Los modernos Prometeos

  - Tierras resucitadas
    - X. Los náufragos del glaciar
    - XI. Ana Battori
    - XII. El guardián de la paz

  - El crimen del Rápido 373
    - XIII. Las pistas del crimen
    - XIV. La clave del crimen

  - Segundo viaje planetario
    - XV. La profecía de Don Jaume
    - XVI. El hijo de Sara
    - XVII. El secreto de Sara

### Teatro
- Macbeth adaptación, en cinco actos y trece cuadros, de la tragedia de tal nombre á la escena española, Madrid, "Sucesores de Rivadeneyra", 1904.
- Luz de belleza. El salvaje. Obras dramáticas. Madrid: Impr. de "Alrededor del Mundo", 1913
- Remedio contra ceguera: comedia en dos actos, Madrid: Los Contemporáneos.
- La nietecilla: juguete cómico en dos actos y en prosa, Madrid: Los Contemporáneos 1913.
- Las cataratas: comedia en dos actos, Madrid: Los Contemporáneos, 1914.
- In artículo mortis; y Precocidad: juguetes cómicos. Madrid Los Contemporáneos 1915

### Ensayos
- El credo y la razón, Madrid, 1899.
- La verdad de la guerra. Traducción del inglés.
- Las causas del desastre. Bajo pseudónimo "Ignotus".
- La campaña del Rosellón.
- El pleito del regionalismo. Bajo pseudónimo "Don Nuño".
- Lo que en España puede hacer un ministro decidido. 1921
- La reconstitución nacional: lo que puede España. Madrid: imp. Gráfica Excelsior, 1917.
- Modernas brujerías de las ciencias: charlas vulgares. Madrid: Sucesores de Rivadeneyra [1921]
- La reconstitución nacional, Madrid: Viuda de Pueyo, [1917]
- La enfermedad de la peseta y su saneamiento al alcance de todos, Madrid: F. G. Pérez, 1904.
- El peligro comunista; sus causas y su remedio (ensayo político-social) Madrid [Imp. Regina] 1931.

### Científicas
- Planimetría de precisión. 4 volúmenes.
- Levantamientos y reconocimientos topográficos. 3 volúmenes.
- Agenda del topógrafo.
- España en Marruecos.